# ویلمور (کانزاس)
ویلمور (به انگلیسی: Wilmore) شهری در ایالت کانزاس کشور ایالات متحده آمریکا است که جمعیت آن در سرشماری سال ۲۰۱۰ میلادی، ۵۳ نفر بوده‌است.